# 2022年世界水泳選手権ニジェール選手団
2022年世界水泳選手権ニジェール選手団は、2022年6月18日から7月3日までハンガリーのブダペストで開催された第19回世界水泳選手権のニジェール選手団、およびその競技結果。

## 選手団
- 人員: 選手 2人

## 選手名簿・結果
| 選手               | 種目           | 予選      | 予選 | 準決勝   | 準決勝   | 決勝     | 決勝     |
| 選手               | 種目           | 結果      | 順位 | 結果     | 順位     | 結果     | 順位     |
| ------------------ | -------------- | --------- | ---- | -------- | -------- | -------- | -------- |
| アラサン・セイドウ | 男子50m自由形  | 24秒63    | 68位 | 予選敗退 | 予選敗退 | 予選敗退 | 予選敗退 |
| アラサン・セイドウ | 男子100m自由形 | 54秒73    | 82位 | 予選敗退 | 予選敗退 | 予選敗退 | 予選敗退 |
| ロウカヤ・マアマヌ | 女子50m自由形  | 33秒31    | 79位 | 予選敗退 | 予選敗退 | 予選敗退 | 予選敗退 |
| ロウカヤ・マアマヌ | 女子100m自由形 | 1分18秒94 | 63位 | 予選敗退 | 予選敗退 | 予選敗退 | 予選敗退 |